# Molines-en-Queyras
Molines-en-Queyras település Franciaországban, Hautes-Alpes megyében. Lakosainak száma 307 fő (2022. január 1.). Molines-en-Queyras Aiguilles, Ceillac, Château-Ville-Vieille, Saint-Véran, Pontechianale és Abriès-Ristolas községekkel határos.

## Népesség
A település népességének változása:
| Lakosok száma | 244  | 375  | 336  | 325  | 308  | 305  | 300  | 297  | 300  | 307  |
|               | 1968 | 1982 | 1990 | 2006 | 2013 | 2015 | 2017 | 2019 | 2020 | 2022 |